# Andrej Tavželj
Andrej Tavželj (né le 14 mars 1984 dans le village de Kovor de la commune de Tržič en République socialiste de Slovénie, Yougoslavie) est un joueur professionnel de hockey sur glace slovène. Il évolue au poste de défenseur et joue en tant que professionnel depuis 2000.
De 2012 à 2014, il évolue dans le championnat de France avec les Dragons de Rouen avec qu'il remporte la Coupe Magnus dès sa première saison.

## Biographie

### Débuts en Slovénie et Autriche
Tavželj commence sa carrière en tant que junior dans le club slovène du HK Triglav de la ville de Kranj qui se situe à proximité de son village natal, Kovor, près de la frontière avec l'Autriche. Il fait ses débuts avec l'équipe première en 2000 en Ligue Slovène participant à une rencontre. Au cours de la saison suivante, il participe à 10 des 20 rencontres de son équipe qui termine sixième du championnat.
Cependant, à la fin de la saison, il fait partie de l'équipe de Slovénie qui joue le Championnat du monde moins de 18 ans au niveau de la division 1. Aux côtés de Andrej Hočevar, meilleur gardien du tournoi, il aide son équipe à jouer la finale de la division même s'ils la perdent sur le score de 5-2 face au Kazakhstan. Tavželj joue jusqu'en 2004-2005 avec son club formateur avant de rejoindre l'équipe le HDD Olimpija Ljubljana.
Il remporte le titre national deux ans plus tard en 2006-2007. À la suite de ce titre de champion de Slovénie, l'équipe intègre pour la saison 2007-2008 le championnat élite autrichien, l'Erste Bank Eishockey Liga ; l'équipe de Tavželj s'incline en finale contre l'EC Red Bull Salzbourg. Le championnat Slovène prévoit à cette époque que les deux équipes évoluant en EBEL, l'Olimpija Ljubljana et le HK Jesenice, participent tout de même aux séries éliminatoires de Slovénie. Les deux équipes se retrouvent en finale des séries de leur pays, finale jouée quelque temps après la finale autrichienne et dominée par Jesenice 4-0.
La saison de Tavželj ne s'arrête pas pour autant avec cette double défaite en finale : le sélectionneur national Mats Waltin l'appelle pour prendre part au championnat du monde. La Slovénie s'incline contre la Slovaquie en barrage et est reléguée en division 1 pour 2009.
La saison suivante est totalement différente pour l'Olimpija Ljubljana qui termine à la dixième et dernière place du classement 2008-2009 de l'EBEL avec 17 victoires et 37 défaites. L'équipe est une nouvelle fois directement qualifiée pour les demi-finales de l'après-saison de Slovénie mais comme l'an passé, ils perdent 4-0 la finale contre Jesenice. Tout au long de la saison, il participe avec l'équipe nationale aux matchs de qualifications pour les Jeux olympiques. Tavželj joue en troisième ligne avec Jakob Milovanovič, son ancien coéquipier à Kranj. Les slovènes terminent derniers, après avoir perdus les trois matchs contre l'Autriche, le Japon et l'unique qualifié, l'Allemagne. Lors du mondial 2009, les slovènes terminent deuxièmes de la division 1 groupe A après s'être inclinés 2-1 lors du match décisif contre le Kazakhstan.

### Saisons de transition
Encore en contrat avec son club pour une saison, il souhaite tout de même quitter son équipe qui a du retard dans le paiement de son salaire. Il entre alors en discussion avec Luciano Basile entraîneur des Diables Rouges de Briançon où évolue son compatriote Edo Terglav. Peu de temps avant que Tavželj ne signe avec Briançon, l'Olimpija Ljubljana rembourse sa dette et il décide d’honorer son contrat. Il commence ainsi la saison 2009-2010 avec l'Olimpija Ljubljana mais début janvier 2010, il résilie ce dernier après que le club n'ait pas respecté ses obligations financières. Il s'engage alors pour la fin de la saison au SG Cortina en Italie mais malgré sa présence, l'équipe termine dernière de la Serie A. Il participe une nouvelle fois au championnat du monde en division 1, groupe B, championnat qui se joue dans la ville de Ljubljana. Il participe aux cinq rencontres de son équipe qui compte quatre victoires et une seule défaite. Premiers du groupe, la Slovénie gagne son billet pour l'élite pour la saison suivante.
À l'issue de la saison, il a pour projet de signer avec les Diables Rouges de Briançon mais le club n'étant pas validé en Ligue Magnus, il est libre de signer ailleurs. Il s'engage alors avec le SG Pontebba le 9 août 2010 où il rejoint Hočevar. L'équipe se qualifie pour les séries mais est éliminé au premier tour par le Hockey Club Bolzano. Tavželj complète sa saison en participant au championnat du monde où la Slovénie redescend en division 1 avec la dernière place du classement.
Tavželj commence la saison 2011-2012 en retournant jouer dans son pays pour le HK Jesenice qui évolue toujours en EBEL. Mais début janvier 2012, il rejoint le HK ŠKP Poprad de l'Extraliga slovaque ; il joue 14 rencontres pour la fin de la saison 2011-2012 alors que son équipe finit à la quatrième place du classement. Ils sont éliminés au premier tour des séries par Dukla Trenčín, cinquième de la saison régulière. La division 1 des championnats du monde 2012 est une nouvelle fois organisée dans la ville de Ljubljana et l'équipe locale remporte les cinq rencontres pour une nouvelle promotion en élite.

### Avec les Dragons de Rouen

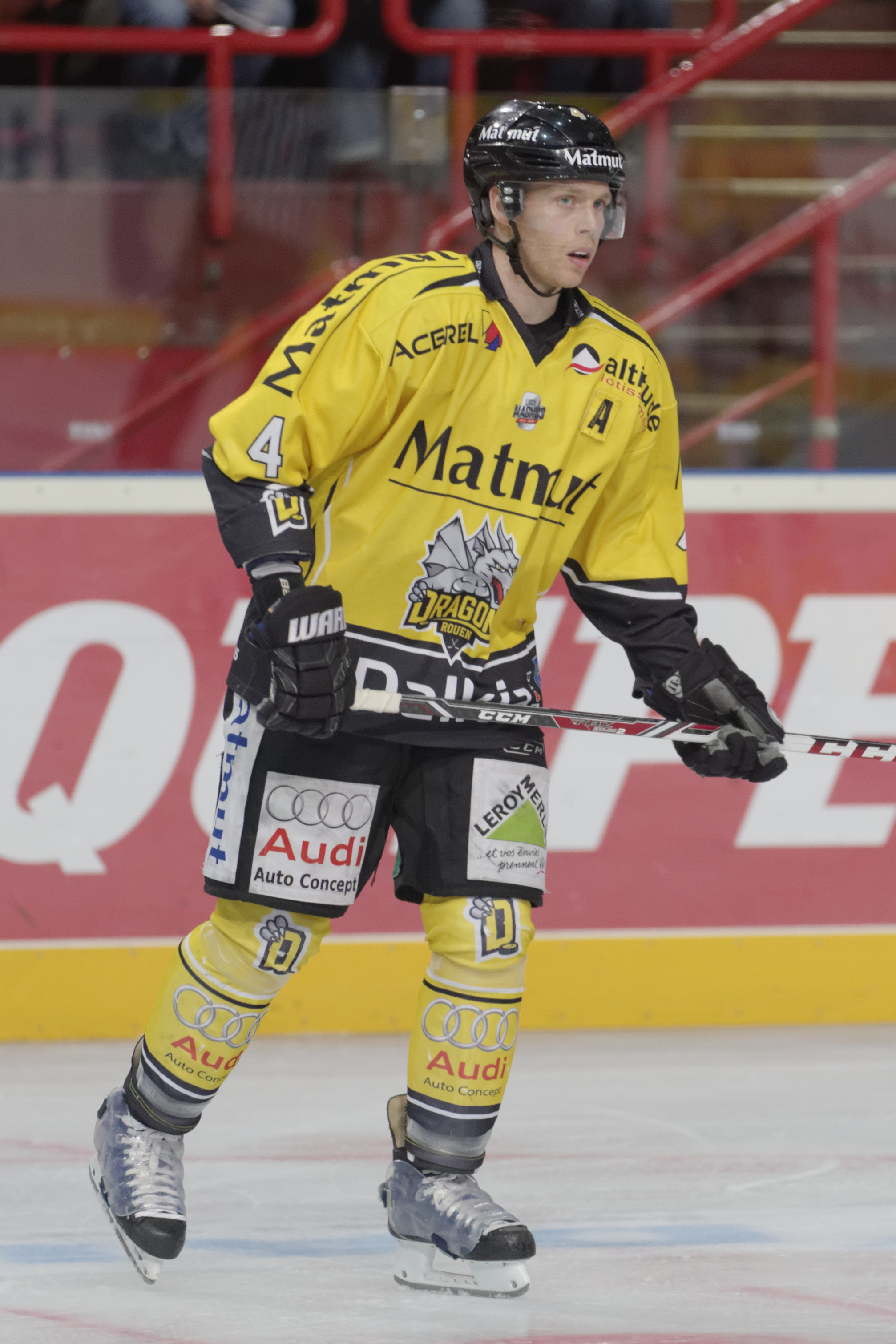
Andrej Tavželj lors de la finale de la coupe de France de hockey sur glace 2013-2014

Le 16 mai 2012, il signe finalement en France mais pour rejoindre le Rouen hockey élite 76. Les Dragons de Rouen remportent leur premier titre de la saison en battant Dijon 3-1 lors du match des champions le 8 septembre 2012.
Fin décembre, il remporte la Coupe de la Ligue 2012-2013 avec les Dragons. Les Rouennais s'imposent sur le score de 4-3 après prolongation après avoir été mené 3-1 par Angers à moins de cinq minutes de la fin du temps réglementaire. Tavželj réalise la passe décisive pour le but de l'égalisation par Julien Desrosiers.
L'équipe de Rouen se classe à la fin de la saison régulière à la deuxième place du classement, juste derrière les Ducs. La finale 2012-2013 de la Coupe Magnus oppose les Dragons aux Ducs d'Angers. Ces derniers ayant terminé la saison devant ont l'avantage de la glace et ainsi les deux premières rencontres de la saison sont jouées sur la glace d'Angers. Rouen gagne les deux parties mais concède par la suite les deux confrontations suivantes à domicile. Ainsi, au bout de quatre rencontres, les deux formations sont à égalité deux matchs partout et elles se partagent les deux victoires suivantes. Un septième match est joué le 9 avril 2013 dans la Patinoire du Haras. Les deux équipes ne parviennent pas à se départager au cours du temps réglementaire et finalement François-Pierre Guénette offre une quatrième Coupe consécutive aux Dragons au bout d'un peu plus d'un minute de prolongation, une première pour le défenseur Slovène.
La saison est également couronnée de succès pour la Slovénie qui en remportant les trois rencontres du groupe F, se qualifie pour les Jeux de 2014. Cependant, lors du championnat du monde 2013, l'équipe de Slovénie finit une nouvelle fois dernière du classement et est reléguée en première division.
Il remporte la Coupe Bratine 2015 avec le Toros Neftekamsk, couronnant l'équipe vainqueur des séries éliminatoires de la VHL.

## Statistiques

### En club
| Saison    | Équipe                 | Ligue              |    | Saison régulière | Saison régulière | Saison régulière | Saison régulière | Saison régulière |   | Séries éliminatoires | Séries éliminatoires | Séries éliminatoires | Séries éliminatoires | Séries éliminatoires |
| Saison    | Équipe                 | Ligue              | PJ | B                | A                | Pts              | Pun              | PJ               | B | A                    | Pts                  | Pun                  |                      |                      |
| 2000-2001 | HK Triglav             | Ligue Slovène      | 1  | 0                | 0                | 0                | 0                |                  |   |                      |                      |                      |                      |                      |
| 2001-2002 | HK Triglav             | Ligue Slovène      | 10 | 0                | 1                | 1                | 41               |                  |   |                      |                      |                      |                      |                      |
| 2002-2003 | HK Triglav             | Ligue Slovène      | 23 | 1                | 3                | 4                | 10               |                  |   |                      |                      |                      |                      |                      |
| 2003-2004 | HK Triglav             | Ligue Slovène      | 17 | 2                | 3                | 5                | 24               |                  |   |                      |                      |                      |                      |                      |
| 2004-2005 | HK Triglav             | Ligue Slovène      | 24 | 5                | 10               | 15               | 48               |                  |   |                      |                      |                      |                      |                      |
| 2004-2005 | HK Slavija             | Interliga          | 6  | 0                | 1                | 1                | 2                |                  |   |                      |                      |                      |                      |                      |
| 2005-2006 | HDD ZM Olimpija        | Ligue Slovène      | 23 | 5                | 9                | 14               | 51               | 2                | 0 | 0                    | 0                    | 2                    |                      |                      |
| 2006-2007 | HDD ZM Olimpija        | Interliga          | 24 | 1                | 9                | 10               | 30               | 5                | 0 | 2                    | 2                    | 6                    |                      |                      |
| 2006-2007 | HDD ZM Olimpija        | Ligue Slovène      | 26 | 5                | 12               | 17               | 73               | 4                | 0 | 1                    | 1                    | 31                   |                      |                      |
| 2006-2007 | HDD ZM Olimpija        | Interliga          | 16 | 3                | 6                | 9                | 10               | 5                | 0 | 2                    | 2                    | 2                    |                      |                      |
| 2007-2008 | HDD ZM Olimpija        | EBEL               | 41 | 1                | 0                | 1                | 79               | 13               | 1 | 0                    | 1                    | 43                   |                      |                      |
| 2007-2008 | HDD ZM Olimpija        | Ligue slovène      | -  | -                | -                | -                | -                | 6                | 0 | 0                    | 0                    | 27                   |                      |                      |
| 2008-2009 | HDD Olimpija Ljubljana | EBEL               | 54 | 2                | 7                | 9                | 134              |                  |   |                      |                      |                      |                      |                      |
| 2008-2009 | HD Olimpija Ljubljana  | Ligue slovène      | -  | -                | -                | -                | -                | 7                | 0 | 0                    | 0                    | 10                   |                      |                      |
| 2009-2010 | HDD Olimpija Ljubljana | EBEL               | 40 | 0                | 5                | 5                | 50               |                  |   |                      |                      |                      |                      |                      |
| 2009-2010 | SG Cortina             | Serie A            | 11 | 1                | 2                | 3                | 0                | -                | - | -                    | -                    | -                    |                      |                      |
| 2010-2011 | SG Pontebba            | Serie A            | 38 | 0                | 8                | 8                | 26               | 3                | 1 | 0                    | 1                    | 4                    |                      |                      |
| 2011-2012 | HK Jesenice            | EBEL               | 37 | 5                | 5                | 10               | 42               | -                | - | -                    | -                    | -                    |                      |                      |
| 2011-2012 | HK ŠKP Poprad          | Extraliga          | 14 | 1                | 3                | 4                | 6                | 6                | 0 | 1                    | 1                    | 0                    |                      |                      |
| 2012      | Dragons de Rouen       | MdC                | 1  | 0                | 0                | 0                | 0                | -                | - | -                    | -                    | -                    |                      |                      |
| 2012-2013 | Dragons de Rouen       | Coupe de la Ligue  | 5  | 0                | 1                | 1                | 14               | 5                | 1 | 2                    | 3                    | 2                    |                      |                      |
| 2012-2013 | Dragons de Rouen       | Coupe Continentale | 3  | 0                | 1                | 1                | 0                | -                | - | -                    | -                    | -                    |                      |                      |
| 2012-2013 | Dragons de Rouen       | Coupe de France    | -  | -                | -                | -                | -                | 3                | 0 | 0                    | 0                    | 2                    |                      |                      |
| 2012-2013 | Dragons de Rouen       | Ligue Magnus       | 25 | 3                | 6                | 9                | 20               | 15               | 0 | 3                    | 3                    | 18                   |                      |                      |
| 2013      | Dragons de Rouen       | MdC                | 1  | 0                | 0                | 0                | 0                | -                | - | -                    | -                    | -                    |                      |                      |
| 2013-2014 | Dragons de Rouen       | CdF                | -  | -                | -                | -                | -                | 5                | 0 | 0                    | 0                    | 2                    |                      |                      |
| 2013-2014 | Dragons de Rouen       | CdlL               | 6  | 1                | 0                | 1                | 4                | 5                | 0 | 1                    | 1                    | 2                    |                      |                      |
| 2013-2014 | Dragons de Rouen       | CC                 | 3  | 0                | 0                | 0                | 0                | -                | - | -                    | -                    | -                    |                      |                      |
| 2013-2014 | Dragons de Rouen       | Ligue Magnus       | 23 | 2                | 3                | 5                | 10               | 9                | 0 | 0                    | 0                    | 6                    |                      |                      |
| 2014-2015 | Toros Neftekamsk       | VHL                | 44 | 1                | 4                | 5                | 32               | 20               | 1 | 5                    | 6                    | 6                    |                      |                      |
| 2015-2016 | HDD Olimpija Ljubljana | EBEL               | 47 | 2                | 9                | 11               | 55               | 7                | 1 | 2                    | 3                    | 2                    |                      |                      |
| 2015-2016 | HDD Olimpija Ljubljana | Ligue Slovène      | -  | -                | -                | -                | -                | 7                | 1 | 2                    | 3                    | 2                    |                      |                      |
| 2016-2017 | Ducs d'Angers          | Ligue Magnus       | 44 | 4                | 10               | 14               | 28               | 6                | 0 | 2                    | 2                    | 4                    |                      |                      |
| 2017-2018 | HDD Jesenice           | Alps HL            | 39 | 7                | 22               | 29               | 12               | 8                | 0 | 8                    | 8                    | 0                    |                      |                      |
| 2017-2018 | HDD Jesenice           | Ligue slovène      | 4  | 0                | 4                | 4                | 0                | 6                | 2 | 2                    | 4                    | 4                    |                      |                      |
| 2018-2019 | HDD Jesenice           | Ligue slovène      | 4  | 2                | 4                | 6                | 0                | 4                | 2 | 2                    | 4                    | 4                    |                      |                      |
| 2018-2019 | HDD Jesenice           | Alps HL            | 32 | 5                | 23               | 28               | 10               | 11               | 1 | 3                    | 4                    | 8                    |                      |                      |
| 2019-2020 | HDD Jesenice           | Ligue slovène      | 9  | 4                | 3                | 7                | 2                | 1                | 0 | 0                    | 0                    | 0                    |                      |                      |
| 2019-2020 | HDD Jesenice           | Alps HL            | 44 | 7                | 17               | 24               | 8                | -                | - | -                    | -                    | -                    |                      |                      |
| 2020-2021 | HDD Jesenice           | Ligue slovène      | 9  | 1                | 5                | 6                | 6                | 4                | 1 | 1                    | 2                    | 0                    |                      |                      |
| 2020-2021 | HDD Jesenice           | Alps HL            | 15 | 1                | 6                | 7                | 8                | 8                | 0 | 2                    | 2                    | 0                    |                      |                      |
| 2021-2022 | KAC Future team        | ICEHL              | 28 | 0                | 1                | 1                | 8                | 9                | 0 | 1                    | 1                    | 0                    |                      |                      |
| 2021-2022 | KAC Future team        | Alps HL            | 21 | 0                | 6                | 6                | 10               | -                | - | -                    | -                    | -                    |                      |                      |
| 2022-2023 | KAC Future team        | Alps HL            | 36 | 0                | 7                | 7                | 28               | -                | - | -                    | -                    | -                    |                      |                      |
| 2023-2024 | KAC Future team        | Alps HL            | 15 | 2                | 2                | 4                | 0                | -                | - | -                    | -                    | -                    |                      |                      |

### En équipe nationale
| Année | Compétition                          |   | PJ | B | A | Pts | Pun | +/-                                        |  | Résultat |
| 2002  | Championnat du monde moins de 18 ans | 5 | 0  | 0 | 0 | 10  | -2  | Deuxième place de la division 1            |  |          |
| 2004  | Championnat du monde junior          | 5 | 0  | 0 | 0 | 16  | -1  | Troisième place de la division 1, groupe A |  |          |
| 2008  | Championnat du monde                 | 5 | 0  | 0 | 0 | 0   | -1  | Quinzième place de l'élite                 |  |          |
| 2009  | Qualification Jeux olympiques        | 3 | 0  | 1 | 1 | 0   | 0   | Quatrième du groupe E                      |  |          |
| 2009  | Championnat du monde                 | 5 | 0  | 0 | 0 | 4   | +1  | Deuxième place de la division 1, groupe A  |  |          |
| 2010  | Championnat du monde                 | 5 | 0  | 1 | 1 | 2   | +6  | Médaille d'or de la division 1, groupe B   |  |          |
| 2011  | Championnat du monde                 | 6 | 0  | 1 | 1 | 2   | -1  | Seizième de l'élite                        |  |          |
| 2012  | Championnat du monde                 | 5 | 0  | 1 | 1 | 6   | +2  | Médaille d'or de la division 1, groupe A   |  |          |
| 2013  | Championnat du monde                 | 7 | 0  | 0 | 0 | 4   | -3  | Seizième place de l'élite                  |  |          |
| 2013  | Qualification Jeux olympiques        | 3 | 0  | 1 | 1 | 0   | +1  | Première place du groupe F                 |  |          |
| 2014  | Jeux olympiques                      | 5 | 0  | 0 | 0 | 2   | -2  | Septième place                             |  |          |
| 2014  | Championnat du monde                 | 5 | 0  | 0 | 0 | 2   | +1  | Médaille d'or de la division D1, groupe A  |  |          |
| 2015  | Championnat du monde                 | 6 | 0  | 0 | 0 | 2   | -2  | Seizième place                             |  |          |
| 2017  | Championnat du monde                 | 4 | 0  | 1 | 1 | 0   | 0   | Quinzième place                            |  |          |

## Roller in line hockey
Il pratique le Roller in line hockey durant l'intersaison.

### Statistiques
| Année | Équipe        | Compétition     |    | PJ | B  | A  | Pts | Pun |
| 2007  | Sebbri Orli   | Ligue Slovène 2 | 13 | 9  | 17 | 26 | 6   |     |
| 2009  | Kranjski Orli | Ligue Slovène   |    |    |    |    |     |     |

## Trophées et honneurs personnels
- 2006-2007 : champion de Slovénie avec le HDD Olimpija Ljubljana
- 2012-2013 :
  - Match des champions avec le RHE 76
  - Coupe de la Ligue avec le RHE 76
  - champion de France avec le RHE 76
- 2013-2014 :
  - Coupe de la Ligue avec le RHE 76
- 2014-2015 : vainqueur de la Coupe Bratine avec le Toros Neftekamsk
- 2015-2016 :
  - champion de Slovénie avec le HDD Olimpija Ljubljana
  - vainqueur de la Coupe de Slovénie avec le HDD Olimpija Ljubljana